# Erquelinnes
Erquelinnes es una comuna de la región de Valonia, en la provincia de Henao, Bélgica. A 1 de enero de 2019 tenía una población estimada de 10 003 habitantes.

## Geografía
Se encuentra ubicada al sur del país, cerca del río Sambre y de la frontera con el departamento francés de Norte.

### Secciones del municipio
El municipio comprende los antiguos municipios, que se fusionaron en 1977:
| - Erquelinnes - Bersillies-l'Abbaye - Grand-Reng - Hantes-Wihéries - Montignies-Saint-Christophe - Solre-sur-Sambre |

## Demografía

### Evolución
Todos los datos históricos relativos al actual municipio, el siguiente gráfico refleja su evolución demográfica, incluyendo municipios después de efectuada la fusión el 1 de enero de 1977.
| Gráfica de evolución demográfica de Erquelinnes entre 1846 y 2019 |
|                                                                   |